# Elizabeth Goudge
Elizabeth de Beauchamp Goudge (Wells, 1900. április 24. – 1984. április 1.) angol regényíró, novellista és gyerekkönyvíró.

## Élete
Apja, Henry Leighton Goudge, segédigazgató volt a Theological College-ban. Első könyve, a "The Fairies' Baby and Other Stories", amely 1918-ban jelent meg, nem volt sikeres, ezért sokáig nem írt. 1934-ben jelent meg a következő könyve a Magic Island ami meghozta számára a sikert. Ezek történetek a Csatorna-szigetekről amelyek közül sokat anyjától tanult. Apja halála után 1939-ben egy bungalóba költözött Devonban és ápolta gyengélkedő anyját. Anyja halála után Oxfordshire-be költözött. Élete további részét itt töltötte egy kis házban.

## Művei
Magyarul egyetlen műve jelent meg, a Holdhercegnő (eredeti címén Little White Horse) ami az írónő kedvenc saját könyve, és J.K. Rowlingnak, a Harry Potter-sorozat írójának is a kedvenc gyerekkönyve. Televíziós sorozat és film is készült belőle. Goudge ezért 1947-ben megkapta a brit Carnegie Medal díjat, melyet minden évben kiosztanak a legjobb gyerekkönyvért. Másik híres műve a Green Dolphin Country. Ebből is csináltak filmet Green Dolphin Street címen, amely Oscar-díjat nyert 1948-ban.

## Magyarul
- Holdhercegnő; ford. Tóth Tamás Boldizsár; Pongrác, Bp., 2009